# Sampigny
Sampigny település Franciaországban, Meuse megyében. Lakosainak száma 693 fő (2022. január 1.). Sampigny Courcelles-en-Barrois, Grimaucourt-près-Sampigny, Han-sur-Meuse, Kœur-la-Petite, Mécrin, Ménil-aux-Bois és Vadonville községekkel határos.

## Népesség
A település népessége az elmúlt években az alábbi módon változott:
| Lakosok száma | 789  | 613  | 800  | 752  | 740  | 737  | 706  | 689  | 696  | 693  |
|               | 1968 | 1982 | 1990 | 2006 | 2013 | 2015 | 2017 | 2019 | 2020 | 2022 |